# 2007 في السويد
فيما يلي قوائم الأحداث التي وقعت خلال عام 2007 في السويد.

## سياسة

### تعيين في المنصب
- 17 مارس – منى سالين Leader of the Opposition ‏.
- 5 سبتمبر – ستين تولغفورس وزير الدفاع السويدي [الإنجليزية]‏.

## أفلام
من الأفلام التي صدرت هذه السنة في السويد:
- 17 ديسمبر – آرن- فارس المعبد من إخراج Peter Flinth [الإنجليزية]‏.[1]

## وفيات

### يونيو
- 5 يونيو – بوفل رامل (مواليد 1922)[2]

### يوليو
- 20 يوليو – كاي سيغبان (مواليد 1918)[3]
- 30 يوليو – إنغمار برغمان (مواليد 1918)[4]

### نوفمبر
- 5 نوفمبر – نيلس ليدهولم (مواليد 1922) لاعب ومدرب كرة قدم سويدي.[5]